# Јагњеница (Зубин Поток)
Јагњеница је насеље у општини Зубин Поток на северу Косова и Метохије, Република Србија.

## Географија
Налази се напосредно уз знатно веће насеље Зупче. Атар села се налази на територији катастарске општине Јагљеница површине 890 ha. Кроз Јагњеницу протиче река „Јагњеничка река“ која се улива у реку Ибар. Људи из оближњих села често Јагњеницу зову и Спасојевићи јер је ово село још давно населила истоимена породица. У селу се налази и мала црквица Вознесења Господњег. Сеоска слава је Спасовдан, а слави се и Св. Петка коју слави и већина породица Спасојевић на Космету. Последњих деценија дошло је до поделе, па се све више физиономски развија Доња Јагњеница у близини Ибра, у којој постоје изграђене куће ра избегла и расељена лица и Старо Село Јагњеница које је узводно уз јагњеничку реку које губи становништво. Положај села је поправљен изградњом асфалтираног пута Зубин Поток — Косовска Митровица који пролази од доњег до горњег дела села, и даље преко превоја до Звечана. После ослобађања од турске власти место је у саставу Звечанског округа, у срезу митровичком, у општини рујишкој и 1912. године има 128 становника.

## Демографија
Насеље има српску етничку већину.
Број становника на пописима:
- попис становништва 1948. године: 193
- попис становништва 1953. године: 230
- попис становништва 1961. године: 232
- попис становништва 1971. године: 183
- попис становништва 1981. године: 134
- попис становништва 1991. године: 87